# Vicent Rodríguez Monllor
Vicent Rodríguez Monllor (Ontinyent, 1690 – 1760) fou un compositor i músic valencià, successor el 1715 de Joan Baptista Cabanilles com a organista principal de la Catedral de València

## Obra
| Agnus Dei (synthesized)                                       |
|                                                               |
| Missa per a Soprano, Cor i continu (live performance on 2019) |
|                                                               |

La seua obra més coneguda és el "Libro de Tocatas par, Címbalo", manuscrit datat el 1740 amb 30 sonates per a clavecí.
Per a orgue té diverses Tocates i seleccions de versos per al Pange Lingua.
Hi ha una Missa al Arxiu del Patriarca (nº 5.045 del catàleg) i 4 obres al de la Seu de València: 2 Misses núm 1.104 i 1.105; Laudate Pueri, 1.106, i Laudate Dominum, 1.107.